# Ave Maria (film, 1961)
Pour les articles homonymes, voir Ave Maria et Magdalena.
Pour plus de détails, voir Fiche technique et Distribution.
Ave Maria, également connu sous le titre Magdalena (titre original : Pecado de amor), est un film dramatique hispano-italien de Luis César Amadori sorti en 1961.

## Synopsis
Sœur Belen, une religieuse en poste dans une prison pour femme, révèle à une détenue qu'elle était autrefois une chanteuse de cabaret qui a été jadis condamnée pour meurtre...

## Fiche technique
- Titre français : Ave Maria ou Magdalena ou Magda la rousse ou Péché d'amour ou Mon amour est écrit sur le vent[1]
- Titre original : Pecado de amor
- Réalisation : Luis César Amadori
- Scénario et histoire : Luis César Amadori et Jesús María de Arozamena (sous les noms de Gabriel Peña et José María Arozamena)
- Directeur de la photographie : Antonio L. Ballesteros
- Montage : Antonio Ramírez de Loaysa (sous le nom d'Antonio Ramírez)
- Musique : Gregorio García Segura
- Décors : Enrique Alarcón
- Production : Cesáreo González
- Genre : Drame, Film musical
- Pays de production:  Espagne,  Italie
- Durée : 116 minutes (1 h 56)
- Dates de sortie :
  - Italie : 31 octobre 1961
  - Espagne : 14 décembre 1961 (Madrid)
  - France : 5 octobre 1962[1]
- Affiche : Macario Gómez Quibus (Espagne)

## Distribution
- Sara Montiel (VF : Jacqueline Carrel) : Magdalena "Magda" Beltran / Sœur Belen
- Reginald Kernan (VF : Raymond Loyer) : Adolfo Vega Linares (Rodolphe Vega en VF)
- Rafael Alonso (VF : Jacques Muller) : Maestro Miranda
- Gérard Tichy (VF : Jacques Beauchey) : Gerardo Esquivel, le directeur du cabaret
- Terence Hill (sous le nom de Mario Girotti) (VF : Georges Poujouly) : Angel (Alain en VF) Vega
- Alessandra Panaro (VF : Claude Chantal) : Esperanza adulte
- Ana María Custodio (VF : Raymonde Devarennes) : Señora Vega
- Ana María Noé (VF : Gisèle Préville) : Bella (Paula en VF)
- Clelia Matania (VF : Lita Recio) : Sœur Maria, la mère supérieure
- Xan das Bolas : le veilleur de nuit
- Jorge Llopis (VF : Serge Nadaud) : le fonctionnaire du fisc
- María Silva (es) : la fiancée d'Alain Vega
- Isabel Pellarés : la femme de chambre de Magda
- Diego Hurtado (VF : Jean-Henri Chambois) : le secrétaire d'Adolphe Vega
- Pilar Gómez Ferrer (VF : Renée Régnard) : Rosalia
- Mario Morales (VF : Hubert Noël) : l'avocat de la défense
- José Maria Labernier (VF : Serge Nadaud) : le concierge de l'hôtel
- Angel Menendez  (VF : Jean Berton) : l'agent de Magda
- Giacomo Furia : le juge
- Francisco Bernal : Damian